# Conor Miller
Conor Gregory Miller (* 5. Oktober 1995 in Fort Lauderdale, Florida) ist ein US-amerikanischer American-Football-Spieler auf der Position des Quarterbacks.

## Highschool und College
Miller besuchte zunächst die American Heritage High School, ehe er 2013 als Junior an die Cypress Bay High School transferierte. 2015 versuchte sich Miller Walk-On an der Florida Atlantic University, schloss sich dann aber im Sommer dem Mount San Antonio Junior College an. Die Saison 2016 verbrachte er am El Camino Junior College, an dem er bei einem von sieben Einsätzen als Starter fungierte und insgesamt 282 Passing Yards für zwei Touchdowns bei zwei Interceptions erzielte. 2017 verpflichtete er sich für die Florida Atlantic University, an der er als Third-String-Quarterback in die Camps ging und in der Folge als Redshirt aussetzte. Stattdessen sorgte er abseits des Platzes für Schlagzeilen, als er sich bei Polizeibeamten, die ein Spiel zwischen der FAU und Old Dominion betreuten, für ihren Einsatz bedankte. Auch in seinem Senior-Jahr blieb er ohne Einsatz. Miller verzichtete auf sein letztes Jahr der NCAA-Spielberechtigung. Nach seiner College-Laufbahn wurde er zum Pro Day der Miami Dolphins eingeladen und nahm an privaten Trainingseinheiten der Cleveland Browns und Buffalo Bills teil.

## Vereinsfootball
Ende Mai 2019 wurde Miller während der GFL-Saison von den Cologne Crocodiles verpflichtet. In vier Spielen komplettierte er 61,1 % seiner Pässe für 718 Yards und sechs Touchdowns. Eine Verletzung beendete seine Saison vorzeitig. Zur AFL-Saison 2021 schloss er sich den Graz Giants an. Dort führte er die Liga in Passing Yards (2170) und Passing Touchdowns (23) an. In den Playoffs schieden die Giants im Halbfinale gegen die Vienna Vikings aus. Im Frühjahr 2022 lief Miller für La Courneuve Flash in Frankreich auf. Er führte Flash zum Gewinn der französischen Meisterschaft und ins Halbfinale der Central European Football League. 

## European League of Football
Miller diente dem Team USA beim ELF All-Star Game im Oktober 2021 als Quarterback. Im Juli 2022 wurde er während der ELF-Saison 2022 von den Leipzig Kings als Ersatz für den verletzten Jordan Barlow verpflichtet. In seinem dritten Spiel für die Kings verletzte er sich selbst an der Schulter, weshalb er die restlichen Saisonspiele verpasste und entlassen wurde. Insgesamt war Miller zehnmal gesacked worden.
Zur Saison 2023 der European League of Football (ELF) wurde Miller von den Barcelona Dragons verpflichtet. Dort trat er die Nachfolge von Zach Edwards an, der in der Vorsaison die Liga in Passing Yards angeführt hatte. Am 2. Spieltag führte Miller die Dragons mit 394 Passing Yards für vier Touchdowns zum Sieg über die Milano Seamen, woraufhin er als ELF MVP der Woche ausgezeichnet wurde.

## Statistiken
| Jahr                            | Team              | Spiele | Starts | Passspiel | Passspiel | Passspiel | Passspiel | Passspiel | Passspiel | Passspiel | Passspiel | Laufspiel | Laufspiel | Laufspiel | Laufspiel | Laufspiel | Laufspiel |
| Jahr                            | Team              | Spiele | Starts | Cmp       | Att       | Qte       | Yds       | Avg       | TD        | Int       | Eff       | Att       | Yds       | Avg       | TD        | Fum       | Lst       |
| ------------------------------- | ----------------- | ------ | ------ | --------- | --------- | --------- | --------- | --------- | --------- | --------- | --------- | --------- | --------- | --------- | --------- | --------- | --------- |
| European League of Football     |                   |        |        |           |           |           |           |           |           |           |           |           |           |           |           |           |           |
| 2022                            | Leipzig Kings     | 3      | 3      | 45        | 99        | 45,5 %    | 541       | 12,0      | 5         | 3         | 66,94     | 6         | 7         | 1,2       | 0         | 0         | 0         |
| 2023                            | Barcelona Dragons | 10     | 9      | 220       | 391       | 56,3 %    | 2.482     | 11,3      | 19        | 10        | 80,11     | 12        | 4         | 0,3       | 0         | 2         | 1         |
| ELF Gesamt                      | ELF Gesamt        | 13     | 12     | 265       | 490       | 54,1 %    | 3.023     | 11,4      | 24        | 13        | 77,5      | 18        | 11        | 0,6       | 0         | 2         | 1         |
| Quellen: sportsmetrics.football |                   |        |        |           |           |           |           |           |           |           |           |           |           |           |           |           |           |

## Privates
Miller machte 2020 an der Florida Atlantic University in Südflorida seinen Abschluss in Business Management. Sein Vater Chip Miller besuchte die University of Georgia und war unter anderem an der American Heritage High School als Linebacker Coach tätig. Miller ist mit der österreichischen Volleyballspielerin Kora Schaberl, deren Bruder Footballspieler Markus Schaberl ist, liiert.